# Nüstenbach
Nüstenbach ist ein Ort im Neckar-Odenwald-Kreis in Baden-Württemberg, der seit 1935 zu Mosbach gehört.

## Geografie
Der Ort liegt etwa zwei Kilometer nördlich von Mosbach in einem Talkessel des Nüstenbachtals am gleichnamigen fünf Kilometer langen Bach Nüstenbach.

## Geschichte
Der Ort wurde im Jahr 1305 anlässlich einer Schenkung von Erträgen aus Gütern in verschiedenen Orten der Umgebung an die Stiftskirche St. Juliana erstmals urkundlich erwähnt. Der Ort ist jedoch wohl deutlich älter und wurde als Ausbausiedlung eines älteren Ortes wohl schon vor dem Jahr 1000 gegründet. Der ursprüngliche Ortskern lag links des gleichnamigen Baches, erst im Spätmittelalter dehnte sich der Ort auch auf am rechten Bachufer aus. Der am rechten Ufer gelegene Teil des Ortes wird deswegen bis heute als „Weiler“ bezeichnet und gehörte zeitweilig kirchlich zur Mosbacher Stiftskirche, bevor er wie der Rest des Ortes kirchlich zu Neckarelz kam. Ein eigener Friedhof in Nüstenbach ist seit 1596 nachgewiesen, eine eigene Kirche, die Dorfkirche Nüstenbach, wurde jedoch erst im 18. Jahrhundert erbaut.
Bereits zur Zeit der ersten Erwähnung war der Weinbau ein bedeutender Wirtschaftsfaktor des Ortes, der wegen mangelnder Erträge erst im 19. Jahrhundert aufgegeben wurde.
1413 erwarb Pfalzgraf Otto I. die nahe Burg Lohrbach, woraufhin Nüstenbach dem zugehörigen Burgbezirk zugeschlagen wurde. Bis 1803 unterstand der Ort daher dem jeweiligen Lohrbacher Amtmann. Im Zuge der Neuordnung des deutschen Südwesten im napoleonischen Zeitalter wurde Nüstenbach dann eine selbstständige Gemeinde. 1933 wurden 219 Einwohner gezählt. Am 1. April 1935 wurde Nüstenbach nach Mosbach eingemeindet. 1971 hatte der Ort 250 Einwohner.

## Sehenswürdigkeiten
- Die Dorfkirche Nüstenbach wurde 1759 erbaut und zuletzt 2006 umfassend saniert.